# トミー (企業)
株式会社トミー（英: TOMY COMPANY,LTD.）は、かつて存在した日本の玩具メーカー。1924年（大正13年）創業。東京都葛飾区立石に本社を置いていた。2006年（平成18年）3月1日に同業のタカラと合併し、タカラトミーとなった。

## 概要
当時の主な輸出先だったアメリカでも通用するよう、創業者の苗字「富山」をもじり、社名をトミーと命名した。主力商品に「トミカ」「プラレール」「ゾイド」などがある。かつては鉄道模型や望遠鏡など大人向けホビー商品の製造・販売も行っていたが、これらはトミーテックに分社化されている。
メーカーとして出発しており、問屋から出発したバンダイに比べると流通面で不利だったが、玩具業界最大の商品開発陣を擁し、技術面では評価を得て「技術のトミー」と言われた。技術力は高いものの、作り手の意見が先行して身軽な経営が困難な体制になっていたことから、3代目社長の富山幹太郎はバンダイのような身軽な組織になることを目的に開発陣を解体した。
富山幹太郎は、同業のバンダイやタカラに対してテレビキャラクターで出遅れたと考えていた。商品開発が業界内で最も早いとされているバンダイと比べて、商品開発に手間をかけすぎるトミーは、迅速な商品開発を必要とするテレビキャラクターを苦手としていた。これは、玩具業界内では『恐竜シリーズ』や『伝説巨神イデオン』などですでに知られていた。社内外から反対を受けたが、富山の決意は硬く『仮面の忍者 赤影』や『おそ松くん』などテレビキャラクターを積極的に手がけていく。
富山幹太郎は息子に「トミーのおもちゃはカッコ悪い。僕は大きくなったらバンダイに入りたい」と言われ衝撃を受けた。しかし、これを消費者の声として受け止め『絶対無敵ライジンオー』を作成。『ライジンオー』は一定の成功を見せた。しかし、後継作品の『熱血最強ゴウザウラー』で商品開発陣が高い水準の商品を作ることにこだわったため、番組の展開より商品発売が遅れて惨敗に終わり、業界内からは「やっぱりトミーにキャラクターは無理だ」と言われた。
その後、消費者がテレビより出版を通じて商品の情報を得る傾向が高まっていたため、『愛天使伝説ウェディングピーチ』を手がけた際の小学館との関係から『爆走兄弟レッツ&ゴー!!』で小学館と連携を取り、大きな成功を得る。こうした中、『月刊コロコロコミック』を通じて『ポケットモンスター』の人気の高まりを知り、商品化権を取得。アニメ化に際しては、商品化権取得でバンダイとの競合が懸念されたが、バンダイはたまごっちの大ヒットにより『ポケモン』に構う余裕は無く、一部の商品化権取得に留まっている。一方、トミーは玩具を中心に幅広い分野の商品化権を取得。アニメは大ヒットし、関連商品の売上はそれ以前の同社売上と同水準で、一気に倍増。1980年代より玩具業界3位の地位にあったトミーは、1997年度に2位に浮上する。かつて発売した「ゆびのりピピ」のメカニズムを流用して「てのひらピカチュウ」を発売、開発期間を短縮してテレビキャラクターの商品開発を行えるまでに発展した。
その後、2001年度にはポケモンの不振と「ベイブレード」のヒットが重なり、タカラに業界2位の座を奪還され、当社は再度業界3位に転落した。しかし、その後ベイブレードの失敗でタカラは経営不振に陥った。2006年3月1日、トミーを存続会社としてタカラと合併し、株式会社タカラトミーとなった（合併比率はトミー1株に対してタカラ0.178株）。新会社の社長にはトミー社長・富山幹太郎が就任し、タカラ会長・佐藤慶太が副社長に就任した。また、日本国外ではトミーの知名度が高いため、英文社名は「TOMY COMPANY,LTD.」となった。これにより国内玩具業界2位の地位を確保したが、企業規模では多角経営であるバンダイに見劣りする。ただし玩具事業のみで比較すると両社は互角である。
玩具の製造拠点として「輸出玩具工場団地」を提唱し、栃木県下都賀郡壬生町におもちゃのまちを造成。その中心的存在だったが、1996年におもちゃのまち内の事業所の看板をすべてトミーテックなどの関連企業名に付け替えたために、トミーがおもちゃのまちから撤退したと話題になった。トミーテックはその後も同所で操業を続けている。2008年、タカラトミーは直営店舗「おもちゃのまちのおもちゃやさん」を開業し、おもちゃのまち内で事業所を復活させたが、2013年3月24日に閉店した。
東京ディズニーランドおよび東京ディズニーシーのオフィシャルスポンサーになっており、ディズニー関連の商品の製造販売もしている。
ロゴマークは3回変更しており、トミー工業に社名を変更した1963年に「なかよしマーク」と呼ばれるデザインを制定し、1983年に赤い丸文字のロゴに変更、2000年に現行のタカラトミーにも引き継がれる青色のロゴとなった。このほか、1980年代初頭には鉄道模型の「TOMIX」で初代から3代目のいずれとも異なる角型の青いロゴを雑誌広告などで使用していたことがある。
CMの最後に流れるサウンドロゴの商品名のジングルでは「なかよしマーク」ロゴとなっていたが、1983年以降は赤い丸文字のロゴになっており、同時にキャッチコピーを「たのしい遊びのクリエイター」となった。2000年以降は青色のロゴの下の表示に「Dream Energy」となっていたことがあった。また、提供読みでは「世界のともだち日本のトミー」とアナウンスされていたが、1983年以降は「トミー」とアナウンスされるようになった。2006年3月より、同業のタカラと合併してタカラトミーが誕生したことを機に、提供読みも「タカラトミー」となる。なお、合併後としては初の提供番組であった。放送期間中は『ドラえもん』を皮切りに、『ポケットモンスター アドバンスジェネレーション』、『韋駄天翔』、『ゾイドジェネシス』等についても同様の措置が取られていた（『シュガシュガルーン』を除く）。なお、1983年以降の提供読みのキャッチコピーは「楽しい遊びのクリエイター」→「Dream Energy」であった。

## 沿革
- 1924年 - 富山栄市郎により西巣鴨にて富山玩具製作所が創業。
- 1925年 - 本所区太平町（現・墨田区太平）に移転。金属玩具製造を個営で始める。
- 1927年 - 規模と業容拡大のため向島区寺島町に移転。合資会社富山工場を設立。
- 1933年 - 富山工場に玩具研究部開設。
- 1941年 - 業務拡張のため太陽木工場を葛飾区本田立石町（現・立石）に再移転して設立。
- 1945年 - 寺島町の工場を処分、機械を立石の工場に集約。
- 1949年 - 合資会社富山工場として業務を再開。
- 1951年 - 大型フリクション玩具「B29」大ヒット。
- 1952年 - 富山工場を合資会社三陽玩具製作所に名称変更。
- 1953年1月17日 - 三陽玩具製作所を改組し、三陽工業株式会社を設立。
- 1957年 - 樹脂玩具設計部門開設。
- 1959年 - 営業部門を独立させ富山商事株式会社を設立する。トミー工業株式会社の営業部門が独立する形で、株式会社トミーが発足する[6]。鉄道玩具「プラレール」の起源となる「プラスチック汽車・レールセット」発売。
- 1963年 - 三陽工業株式会社をトミー工業株式会社に社名変更。富山商事株式会社を株式会社トミーに社名変更。
- 1964年 - 大阪出張所を開設。
- 1965年 - 栃木県下都賀郡壬生町（現・おもちゃのまち）にて壬生事業所を操業開始。
- 1966年 - トミー・ディベロップメント・センター開設。
- 1967年 - 皇太子、壬生事業所を視察。
- 1968年 - 本社屋火災。
- 1969年 - 立石に本社社屋を新築。
- 1970年 - 香港に製造子会社TOMY(HONG KONG)LTD.を設立。ダイキャストミニカーの「トミカ」発売。
- 1972年 - トミー・シンガポール設立。
- 1973年 - 米国にトミー・コーポレーション設立。
- 1974年 - 富山栄市郎が代表取締役会長に、富山允就が代表取締役社長に就任。消費者センター設立。
- 1975年 - 黒ひげ危機一発発売。小型アナログゲーム、ポケットメイト発売（1984年まで）
- 1976年 - 鉄道模型ブランド「TOMIX」創設。
- 1977年 - 立石に本社ビル本館を新築。
- 1980年 - 開発本部にハンディキャップ・トイ研究室を設置、障害者向け玩具の開発を開始。
- 1981年 - トミー・カナダを設立。
- 1982年 - イギリスに子会社TOMY UK LTD.を設立。16bitコンピュータ「ぴゅう太」を発売。
- 1983年 - 東京ディズニーランドにオフィシャルスポンサーとして参加。「ゾイド」を発売。
- 1985年 - フランスに子会社TOMY FRANCE SARL.を設立。
- 1986年 - トミー流通サービス株式会社設立。コレコ社と業務提携しトミー・コーポレーションとトミー・カナダを売却。富山允就が代表取締役会長に、富山幹太郎が代表取締役社長に就任。
- 1987年 - タイに子会社TOMY(THAILAND)LTD.を設立。
- 1988年 - 立石に子会社ユージンを設立。
- 1989年 - コレコから北米販売権を買い戻す。販売子会社の旧株式会社トミーとトミー工業株式会社を吸収合併し、商号を株式会社トミーに変更する。
- 1990年 - 壬生町にトミー興産株式会社、トミー化成株式会社を設立。
- 1991年 - シンガポール工場生産中止。
- 1994年 - 立石に株式会社ユーメイト、株式会社ティーシーシー、株式会社トムニックを設立。
- 1995年 - 玩具卸問屋ピー・アンド・ピーの全株式を取得。葛飾区四ッ木に子会社トミーインタラクティブを設立。TD2スタジオ開設。
- 1996年 - 四ッ木にトミーエンジニアリングサービスを設立。壬生町に株式会社トミーテック設立。千葉県流山市野々下にユーエースを設立。立石にトミーシステムデザインを設立。
- 1997年 - 日本証券業協会に株式を店頭登録。葛飾区に株式会社プレイキングダムを設立。
- 1998年 - 米国にTOMY CORPORATIONを設立。米国の玩具メーカーハズブロと提携。
- 1999年 - 東証2部上場。米国にTOMY YUJIN CORPORATIONを設立。
- 2000年 - 東証1部上場。
- 2001年 - 鉄道模型ブランド「TOMIX」の製造・販売を、子会社トミーテックに移管（発売は引き続きトミー）。TES・トムニック・TCCを合併し、トミーデベロップメントセンター設立。株式会社ハートランドを設立。キャッチコピー「Dream Energy」を使用開始。
- 2003年 - グローテックインターナショナル株式会社、株式会社トミーゼネラルサービス、株式会社トミーリンクを設立。
- 2004年 - 英国に子会社TOMY YUJIN EUROPE LTD.を設立。中国に子会社TOMY （SHENZHEN）LTD.、TOMY（SHANGHAI）LTD.を設立。株式会社オムニクルを設立。
- 2005年
  - 5月13日 - トミーとタカラが合併することで合意[2][3]。
  - 10月8日 - クッキー・ジャーと共同開発した『スパイダーライダーズ』が日本での展開を開始。2006年4月には、テレビ東京系ほかで『スパイダーライダーズ 〜オラクルの勇者たち〜』が放送された。
- 2006年3月1日 - 当社を存続会社としてタカラを吸収合併し、株式会社タカラトミーに商号変更[1][2][3]。

## 主な商品

### 玩具
- プラレール
- スーパーレール
- トミカ
- ゾイド
- サイテックス
- 装甲巨神Zナイト
- 超次元戦隊ラッツ
- 変幻機械獣スタリアス
- アニマル軍団★★バトラクションシリーズ★ネンダーランド
- TXR-002（ロボット玩具）
- バトルスキッパー
- バトルソード闘剣士
- 超特急ヒカリアン→電光超特急ヒカリアン
- カブトボーグ
- モコリンペン（1988年発売。ドライヤーで乾燥させることにより、書いた（描いた）文字や絵が膨らむペン）

### ゲーム（コンピュータゲームソフト以外）
アナログゲーム
- ポケットメイト
- ウォーターゲーム
- 黒ひげ危機一発
- アスレチックランドゲーム
- ごきぶりバンバン
- 脳内エステ IQサプリDX

電子ゲーム
- ブラックレーサー
- ブラックライダー
- レッドミサイル
- ウォッチマン
- LSI GAME シリーズ
  - スクランブル
  - ケイブマン
  - キングマン
  - 黄金強奪作戦 LUPIN
  - パックマン
- 3D立体グラフィックゲーム　シリーズ
  - ジョーズ
  - スペースレーザーウォー
  - コスモルマン
  - ジャングルファイター
  - 宇宙壮絶戦車戦
  - ドッグファイト（ステレオサウンド3Dシリーズ）
  - シャーマンアタック（ステレオサウンド3Dシリーズ）

### 輸入商品
以下の商品は、全てハズブロ社（及び、その関連会社）製。
- ファービー
- ツイスター
- モノポリー

### その他
- TOMIX（鉄道模型）
- ぴゅう太（ゲームパソコン）
  - ぴゅう太くん（ビデオメダルゲーム）
- オムニボット（エンタテインメントロボット）
  - 音声認識ロボット キクゾー
- 宇宙大作戦チョコベーダー（食玩）

## コンピュータゲームソフト
- アメリカ横断ウルトラクイズ（GB・FC・SFC）
- 三つ目がとおる（1992年、ファミリーコンピュータ）
- 幽☆遊☆白書（GB・3DO）
- 赤ずきんチャチャ（GB・SFC）
- 魔法騎士レイアース（SFC・GB）
- NINKU -忍空-（GB・PS）
- みどりのマキバオー(1996年、ゲームボーイ)
- 怪盗セイント・テール（1997年、セガサターン）
- インディ500（1997年、PlayStation）
- SLで行こう（1998年、PlayStation）
- ラーメン橋 (ゲームソフト)（1999年、PlayStation）
- NARUTO -ナルト-シリーズ（任天堂製ハードのみ）
- いちご100%（2005年、PlayStation 2）
- エレメンタル ジェレイド〜封印されし謳〜（2005年、ゲームボーイアドバンス）
- ゾイド関連
  - ゾイド黙示録（1990年、ファミリーコンピュータ）
  - ゾイド邪神復活!〜ジェノブレイカー編〜（2000年、ゲームボーイカラー）
  - ZOIDS 帝国VS共和国 メカ生体の遺伝子（2000年、PlayStation）
    - ZOIDS2 ヘリック共和国VSガイロス帝国

  - ZOIDS SAGA シリーズ
  - ZOIDS VS.シリーズ
  - ゾイドフルメタルクラッシュ

### 海外ローカライズ作品
- LOMAX(ロマックス)（1997年、PlayStation）
- モンスターズ・インク（2002年、ゲームボーイアドバンス）
- モンスターズ・インク モンスター・アカデミー（2002年、PlayStation）

など

## トミーによる玩具化作品
- ジャイアントロボ
- アルプスの少女ハイジ
- スヌーピー
- やんちゃるモンちゃ
- 恐竜シリーズ（円谷恐竜三部作）
- サーキットの狼
- ひらけ!ポンキッキ
- 科学冒険隊タンサー5
- 伝説巨神イデオン
- 森の陽気な小人たちベルフィーとリルビット
- 聖戦士ダンバイン[7]
- レンズマン
- 仮面の忍者 赤影（アニメ版）
- おそ松くん(第2作)
- 平成天才バカボン
- ジャンケンマン
- エルドランシリーズ
- 丸出だめ夫
- 幽☆遊☆白書
- 魔法騎士レイアース
- ドラえもん
  - テレビアニメ第2作第1期
  - テレビアニメ第2作第2期
- 愛天使伝説ウェディングピーチ
- 怪盗セイント・テール
- こどものおもちゃ
- NINKU -忍空-
- 爆走兄弟レッツ&ゴー!!
- みどりのマキバオー
- マッハGoGoGo（第2作）
- ポケットモンスター
- ロードス島戦記-英雄騎士伝-
- モジャ公
- コジコジ
- 頭文字D
- サイボーグクロちゃん
- ニャニがニャンだー ニャンダーかめん
- Dr.リンにきいてみて!
- 超GALS!寿蘭
- わがまま☆フェアリー ミルモでポン!
- おじゃる丸
- シャーマンキング
- スター・ウォーズ エピソード2/クローンの攻撃
- 韋駄天翔
- シュガシュガルーン
- PostPet

## グループ企業
- トミーテック
- ユージン
- グローテックインターナショナル
- トミーリンク
- トミーデベロップメントセンター
- トミー流通サービス
- トミーダイレクト
- トミー興産
- ユーエース